# المنصور إبراهيم بن شيركوه
الْمَلِكُ الْمَنْصُورُ نَاصِرُ الدِّينِ إِبْرَاهِيمُ بن الملك المجاهد أسد الدين شيركوه (الثاني) بن الملك القاهر ناصر الدين محمد بن الملك المنصور أسد الدين شيركوه (الأول) بن شاذي بن مروان، ثالث ملوك الأيوبيين في حمص.

## سيرته
ولد سنة (624هـ / 1227م) وتولى ملك حمص بعد وفاة أبيه سنة (637هـ / 1246م) وتوفي في دمشق سنة (644هـ / 1246م) ودفن في حمص.